# Œuilly (Aisne)
Œuilly település Franciaországban, Aisne megyében. Lakosainak száma 295 fő (2022. január 1.). Œuilly Bourg-et-Comin, Cuissy-et-Geny, Maizy, Pargnan és Les Septvallons községekkel határos.

## Népesség
A település népességének változása:
| Lakosok száma | 191  | 191  | 215  | 259  | 288  | 289  | 290  | 291  | 293  | 295  |
|               | 1968 | 1982 | 1990 | 2006 | 2013 | 2015 | 2017 | 2019 | 2020 | 2022 |